# 가마가야시
가마가야시(일본어: 鎌ケ谷市)는 일본 지바현 북서부에 있는 시이다.
지바현 내에서도 유수한 배 산지이며, 8월 중순부터 10월 초까지는 시내 곳곳에 배를 딸 수 있는 관광 농원이 개설된다. 1987년에는 일본에서 처음으로 배 과실로 만든 와인과 브랜디가 발매되었다. 이외에도 포도, 고구마, 파 등의 농업과 면류, 식초 등의 제조업이 번성한다.
도쿄에서 30km 거리에 있으므로 1970년대 이후에는 위성 도시로 인구가 증가했고, 현재는 10만 명에 달하고 있다.

## 지리
지바현 북서부에 위치하고 가시와시, 시로이시, 마쓰도시, 이치카와시, 후나바시시와 접한다.
북부에는 데가누마로 흘러드는 오쓰강이 흐르고 남부에는 오가시와강 및 네고강과 도쿄만으로 흘러드는 에비강의 지류가 흐른다. 시역은 시모우사 대지와 야쓰다에 놓여 있고 고도가 가장 낮은 지점은 약 7m, 가장 높은 지점은 약 30m이다.
새로운 시가지로 시청 주변에 신카마가야 지구가 개발되고 있다. 북부에는 해상자위대 시모사 항공기지가 있고, 서부(구누기야마 지구)에는 육상자위대 마쓰도 주둔지가 있다.

## 역사
- 1889년 - 가마가야를 비롯한 6개 촌과 인바군 네무라(현재 시로이시의 일부)에서 분리된 가루이자와 지구가 합병해 가마가야촌이 성립하였다.
- 1958년 8월 1일 - 정으로 승격하였다.
- 1971년 9월 1일 - 시로 승격하였다.

## 교통

### 철도
- 도부 철도 노다선
- 게이세이 전철 마쓰도선
- 호쿠소 철도 호쿠소선

### 도로
- 국도 464호선

## 인구
| 연도 | 인구    | ±%      |
| ---- | ------- | ------- |
| 1920 | 4,160   | —       |
| 1930 | 4,683   | +12.6%  |
| 1940 | 5,333   | +13.9%  |
| 1950 | 8,981   | +68.4%  |
| 1960 | 13,496  | +50.3%  |
| 1970 | 40,988  | +203.7% |
| 1980 | 76,157  | +85.8%  |
| 1990 | 95,092  | +24.9%  |
| 2000 | 102,573 | +7.9%   |
| 2010 | 107,833 | +5.1%   |